# Saint-Donan
Saint-Donan is een gemeente in het Franse departement Côtes-d'Armor (regio Bretagne). De plaats maakt deel uit van het arrondissement Saint-Brieuc. Saint-Donan telde op 1 januari 2022 1.467 inwoners.

## Geografie
De oppervlakte van Saint-Donan bedraagt 22,92 km², de bevolkingsdichtheid is 63 inwoners per km² (per 1 januari 2019).
De onderstaande kaart toont de ligging van Saint-Donan met de belangrijkste infrastructuur en aangrenzende gemeenten.

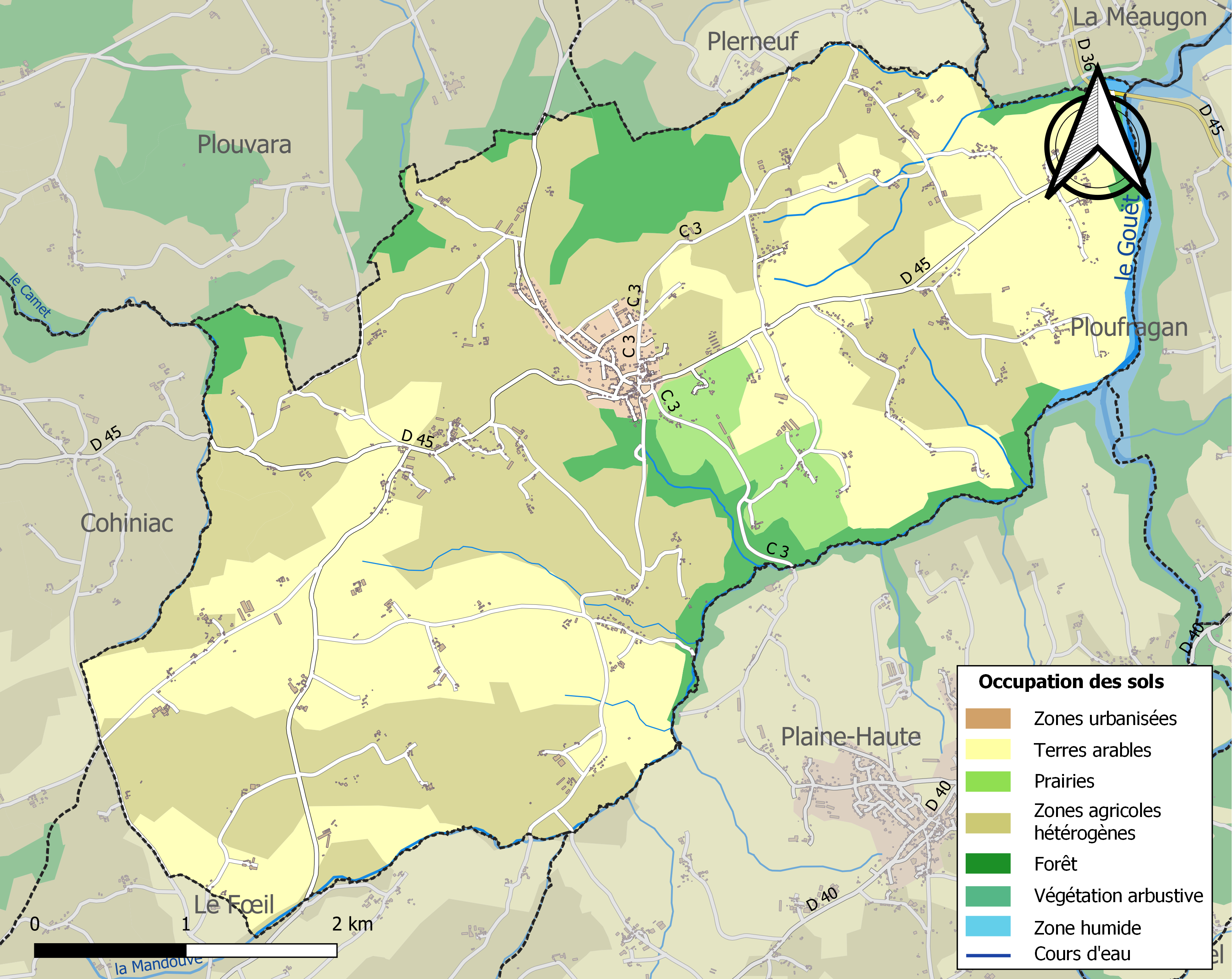

## Demografie
Onderstaande figuur toont het verloop van het inwonertal (bron: INSEE-tellingen).